# Boğazevci, Çiçekdağı
Boğazevci là một thị trấn thuộc huyện Çiçekdağı, tỉnh Kırşehir, Thổ Nhĩ Kỳ. Dân số thời điểm năm 2010 là 753 người.